# Antonio Mendola
(Antonio Mendola)
Antonio Mendola (Favara, 17 dicembre 1828 – Favara, 18 febbraio 1908) è stato un nobile, letterato, ampelografo, filantropo, politico e scrittore italiano.

## Biografia

### Famiglia, infanzia e studi giovanili
Nacque di mezzanotte, il 17 dicembre 1828, da Giuseppe e Angela Licata (zia del principe Biagio Licata di Baucina). Acquisì nobiltà grazie al sacerdote Gaetano, fratello di suo nonno Andrea, il quale acquistò un feudo con relativo titolo nobiliare. Tuttavia essendo ecclesiastico non poté assumere codesto titolo, lasciando tale investitura al fratello Andrea. Iniziò gli studi presso il Collegio dei Padri Gesuiti di Palermo, dove rimase per circa otto anni, per poi iscriversi alla facoltà di Giurisprudenza dell'Università degli Studi del capoluogo siculo; tuttavia, accorgendosi di non esser portato per le aule del tribunale, abbandonò gli studi giuridici e decise di ritornare al paese natio, dove si dedicò all'agricoltura ed in particolare alla produttività dei propri feudi. Successivamente iniziò lo studio delle viti e raccolse oltre 4000 varietà di vitigni provenienti da tutto il mondo. Ebbe come maestro Alexandre-Pierre Odart, conte di Tours e padre dell'ampelografia moderna, nonché autore del trattato Ampelographie Universelle. Nel 1846, a soli 19 anni, rimase orfano del padre e due anni dopo si sposò con Rosalia Cafisi, figlia di un ricco proprietario terriero; da questo matrimonio nacquero quattro figli: Giuseppe (1849-1849), Angela (1851-1933), una terza figlia di cui non ci è pervenuto il nome, ma sappiamo essere nata nel 1853 e morta nel 1861, e l'ultimo genito Giuseppe Benedetto (Favara, 27 gennaio 1861 - Stoccarda, 20 febbraio 1880).

### Attività

#### Ampelografo, agronomo e viticoltore

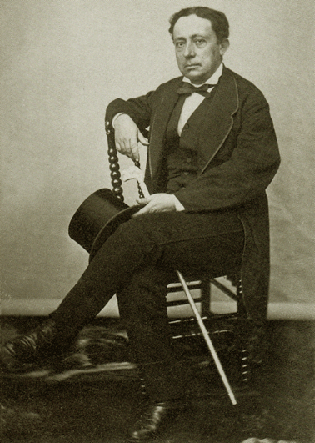
Antonio Mendola in una foto del 15 dicembre 1869

Ampelografia, viticoltura, enologia ed agronomia furono i suoi principali interessamenti; alternò la teoria alla pratica: eseguì più di tremila innesti di vite, creando ibridi di valida produzione; utilizzò lo zolfo per la cura dell'oidio, descrisse l'importanza delle esposizioni dei vini; si interessò per risolvere il problema della fillossera, intuì lo sfruttamento di altri prodotti della terra quali il fico d'India.
Su tali argomenti fu in corrispondenza con i migliori scienziati del tempo. Nel 1869 realizzò un particolare incrocio tra lo zibibbo e il catarratto che chiamò Moscato Catarratto Cerletti, in omaggio al direttore della scuola enologica di Conegliano Giovanni Battista Cerletti.

#### Politico
Antonio Mendola era anche molto attivo in ambito politico. Prima consigliere comunale per oltre 40 anni (concluse tale mandato il 13 dicembre 1902), poi deputato provinciale, ricoprendo anche le cariche di segretario (per 18 anni), assessore e consigliere comunale; inoltre fu anche membro della Commissione Nazionale dell'Agricoltura, uno dei sei membri del Primo Comitato Amplelografico costituitosi a Roma presso il Ministero dell'agricoltura, dell'industria e del commercio, membro della Commissione di Viticoltura e di Enologia di Roma, membro della Commissione centrale fillosserica, tutt'oggi esistente, presidente della Commissione di ampelografia e della Commissione di viticoltura della provincia di Agrigento ed infine l'incarico più prestigioso: uno degli otto membri del Comitato ampelografico mondiale, con sede a Marburgo e a Budapest, oggi oramai decaduto.
Fu contro le pari opportunità, dimostrandosi ostile a concedere il voto alle donne: Mendola infatti le riteneva idonee solo alla missione di essere madre e strumento della conservazione, perpetuazione e diffusione della specie umana; tolta dal suo naturale ufficio farebbe, a suo avviso, decadere e degenerare la società e la stirpe.

#### Letterato e scrittore
Dal punto di vista letterario pubblicò un opuscolo dal titolo Il latifondo dove affrontò il problema dello spezzettamento del feudo affermando che secondo lui il latifondo non doveva essere diviso in minuscoli fondi ma occorreva trattare bene gli operai e fare in modo di sfruttare le nuove tecnologie come i mezzi meccanici e concimi chimici e degli appunti sul romanzo I Promessi Sposi e sull'ode Invito alla fedeltà di Gabriele D'Annunzio. Scrisse poi sin da giovane, per i principali giornali agrari, viticoli ed enologici italiani oltre che stranieri. Dopo la sua morte sono stati ritrovati per caso a Montepulciano i suoi diari, i quali sono stati acquistati e pubblicati dall'Amministrazione comunale del suo paese.

##### Diari
All'interno dei suoi famosi diari vi sono numerosi appunti, molti contenenti pensieri e riflessioni di vita quotidiana. Tra questi ad oggi ci è pervenuto il seguente:

##### Filantropo
L'attività per la quale è forse più conosciuto è certamente la filantropia. In ogni modo, per quel che ha potuto, ha cercato di aiutare il popolo del suo paese sia in ambito economico che intellettuale. Contrariamente ad altri nobili, si rese conto che occorreva migliorare il feudo, dando la terra ai contadini e fornendoli di nuovi mezzi di coltivazione. Nel notare molta miseria e l'indifferenza dei ricchi, si adoperò per venire incontro alle esigenze dei più bisognosi; comprese che era indispensabile bonificare le terre incolte, trasformare le vecchie strutture di coltivazione e procedere con ritrovati chimici per aumentare e migliorare la produzione; per questo affidò molti appezzamenti di terra bonificata ai contadini che lo ricambiavano con lealtà e stima.
A sue spese partecipò all'ampliamento ed al mantenimento dell'ex ospedale civico di Favara.
Spronato da un sacerdote, il quale era fondatore di diversi ospizi ed orfanotrofi, decise anche lui di costruire a Favara un orfanotrofio femminile ed un asilo per gli invalidi e gli anziani: l'opera fu inaugurata l'8 settembre 1892 e chiamata Boccone del Povero. 
I suoi interventi furono a favore della realizzazione delle ferrovie provinciali, la costruzione della linea ferrata che avrebbe collegato in maniera diretta Agrigento con Caltanissetta e ancora la costruzione di scuole d'agricoltura pratica. 
Prima di morire, lasciò ai favaresi quasi tutto il suo patrimonio, soprattutto la biblioteca, a cui teneva molto e che chiamava Loculus popularis sapientiae, la quale, ancora esistente, contiene ad oggi circa 8.000 volumi ed un pezzo di terreno dove poi vi è stata edificata una scuola materna. Il palazzo residenziale del barone oggi è sede del Comune di Favara.

### Corrispondenza con Darwin
Pochi sanno che il barone Mendola ebbe una breve seppur intensa corrispondenza con il celebre naturalista britannico Charles Darwin, attraverso una lunga lettera che inviò a Darwin il 29 dicembre 1879, non appena seppe del trattato de L'origine delle specie scritto da quest'ultimo. Il contenuto della lettera non ci è dato sapere per intero, ma sommariamente il barone, dopo diversi esperimenti, si mostrava in disaccordo su alcuni punti, dicendo sostanzialmente che il corno di un vitello sepolto in un campo mette le radici o ancora che i capelli di un mulo incubati nell'acqua prendono vita. Darwin gli rispose con un'altra lettera, datata l'8 gennaio 1880, ringraziandolo per il suo contributo e promettendo che attraverso più attente osservazioni, anche grazie al materiale che gli avrebbe inviato lo stesso Mendola, poteva prendere in degna considerazione le tesi cui asseriva il barone Mendola.

### Amicizie importanti
Grazie al suo maestro ed in seguito grande amico, Alexandre-Pierre Odart, conobbe diversi personaggi di spicco dell'epoca, operanti nel settore da lui praticato, tra loro sia italiani che stranieri:
- Adolfo Blankenkorn di Carlstrue
- Errico Bouchet di Chiroubles
- Errico Merès
- Goffredo Casalis
- Cosimo Ridolfi
- Bettino Ricasoli
- Francesco De Blasiis
- Giovanni Battista Cerletti
- Giuseppe Antonio Ottavi

### Morte
Il barone si spense alle prime ore dell'alba del 18 febbraio 1908.

## Onorificenze
Molte sono le onorificenze ottenute dal barone, specie quelle cavalleresche, di cui però il Mendola non amava fregiarsi. Quelle che seguono sono al momento le uniche certe che abbia realmente ottenuto.